# San Pancrazio
A San Pancrazio (Szent Pongrác), egykori firenzei templom, ma Marino Marini neves szobrász múzeumának ad helyet.

## Története
A templom egy ókeresztény bazilika helyén épült. Első említése 931-ből származik. 1157-ben a bencések tulajdonába került, majd a domonkos-rendieké lett, majd pedig 1230-tól 1808-ig az ambroziánusoké.  Az épületet az 1300-as években építették újjá. A 15. század közepén új kolostorral bővült. 1467-ben Giovanni Rucellai León Battista Albertit bízta meg az épület felújításával, aki itt a jeruzsálemi Szent Sír idealizált mását kívánta megalkotni. 1754-ben Giuseppe Ruggeri építész vezetésével ismét átalakították, ekkor távoították el több ide temetett nemes síremlékét. A napóleoni háborúk után, 1808-ban Giuseppe Cacialli átalakította neoklasszicista stílusban. Ekkor veszítette el eredeti funkcióját és a lottóhivatal székhelye lett. Később a helyi biróságnak is otthont adott, illetve egy rövid ideig dohánymanufaktúra működött benne. 1976-ban restaurálták és ekkor költözött be a Museo Marino Marini, mely a híres szobrászművész alkotásait mutatja be.

## Leírása

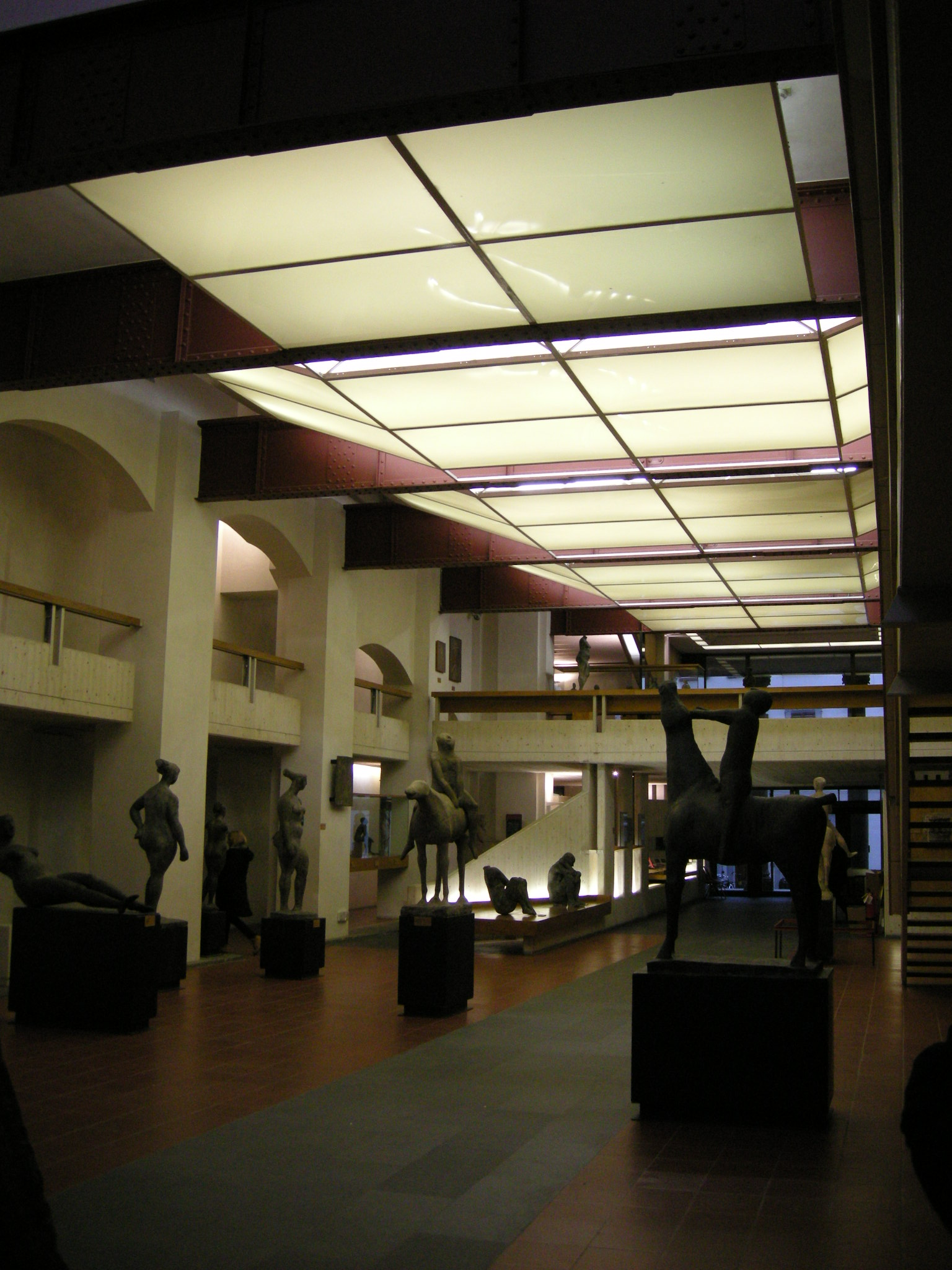
Az átalakított templombelső

A kis négyszögletes szentély, keleties kupolájával, pilaszterekkel tagozott, fehér- és feketemárvány lapokkal burkolt belső falaival, a quattrocento építészetének egyik legharmonikusabb alkotása.